# ADS 9247
Désignations
ADS 9247 A : HR 5386, HD 126129

ADS 9247, également désigné HIP 70327 et STF 1835, est un système d'étoiles triple de la constellation boréale du Bouvier. Il est visible à l'œil nu avec une magnitude apparente combinée de 4,87. D'après la mesure de sa parallaxe annuelle par le satellite Hipparcos, le système est distant d'environ ∼ 215 a.l. (∼ 65,9 pc) de la Terre. il se rapproche du Système solaire à une vitesse radiale héliocentrique de −23 km/s.
Visuellement, ADS 9247 se présente comme une étoile double dont les deux composantes sont séparées de 6,25 secondes d'arc. Elles peuvent être résolues dans un instrument grossissant 100×.
Son étoile primaire, désignée HD 126129 ou ADS 9247 A, est une étoile blanche de la séquence principale de type spectral A0V et de magnitude apparente 5,14. Sa masse est 2,42 fois supérieure à celle du Soleil.
Ses compagnons, désignés HD 126128 ou ADS 9247 BC, forment un sous système binaire dont les deux étoiles orbitent avec une période de 40 ans et selon une excentricité de 0,25. Leur magnitude apparente combinée est de 6,86. Ses composantes sont deux naines jaune-blanc de types F0V et F2V et dont les masses sont 36 % et 30 % supérieures à celle du Soleil, respectivement.